# Sabulodes curta
Sabulodes curta là một loài bướm đêm trong họ Geometridae.